# Velika lakota (Irska)
Velika lakota, znana tudi kot velika krompirjeva lakota, je doletela Irsko med letoma 1845 in 1849. Glavni vzrok pomanjkanja hrane je bila phytophthora infestans, krompirjeva plesen, ki je napadla krompir, temelj irske prehrane. To je bil eden od razlogov, drugi pa tudi slaba razdelitev zemljišč in odnos med posestniki in najemniki ali zakupniki.  Točno število žrtev ni znano, a ocenjujejo, da je zaradi lakote umrlo od 750.000 do dva milijona ljudi, kakšna dva milijona ljudi pa se je izselilo. 
Zaradi sporne odločitve britanske vlade o izvozu hrane iz Irske v Anglijo, kjer ni bilo lakote, ter prisilnega uveljavljanja terjatev, ki je stotisoče Ircev prisilila v izselitev, nekateri zgodovinarji veliko lakoto imenujejo kar genocid. 

## Stanje pred lakoto
Krompir je dober vir energije v ljudski prehrani in enostaven za pridelavo. V Irski se je prvič pojavil okoli leta 1650, od 1780 pa je postal glavni vir hrane. Ocenjujejo, da so odrasli Irci v poprečju pojedli več kot kilogram krompirja dnevno. V poljedelstvu je prevladoval, niso gojili skoraj nič drugega kot pridelke, primerne za izvoz, ne pa za prehrano. Zaradi dobre prehrane in priliva denarja od izvoza je število prebivalcev Irske stalno naraščalo.
Posestva so bila še naprej pod nadzorom britanskih predpisov, ki so irskim katolikom prepovedovali, da zapustijo posest samo enemu nasledniku, razdeliti so jo morali vsem sinovom. Posledica rasti prebivalstva in delitve zemlje je bila, da so vse večje družine živele na vse manjšem posestvu. Krompir je bil dobra možnost, ker se ga je dalo na majhnem posestvu pridelati dovolj za prehrano družine.

## Krompirjeva plesen
Leta 1845 je po vsej Evropi krompir napadla plesen Phytophthora infestans, ki povzroči gnitje krompirja), zaradi katere je postal neužiten in je zgnil. Freeman's Journal je 27. junija 1846 objavil vest z naslovom Zastrupitev v novem rodu krompirja v grofiji Mayo. 
Do leta 1847 je bila zaradi dveh slabih letin večina krompirja uničena in ljudje so živeli od zalog. Oslabljeni ljudje so zbolevali za tifusom, grižo in skorbutom. Leta 1848 so potrojili površine s krompirjem in plesen je ponovno vse uničila. Leta 1849 pa je še epidemija kolere zahtevala življenje 36.000 ljudi.

## Odtujevanje premoženja
Pomoč so ljudem dajali na podlagi zakona za revne, financirana pa je bila z davkom, ki so ga lastniki zemljišč plačali glede na število najemnikov. To je povzročilo množične izselitve s posesti in izterjave. Ker se je davek povečeval, so lastniki zemljišč želeli čim manj najemnikov. Nekateri so celo pomagali svojim najemnikom, da so zapustili državo.
Najemniki so bili pregnani s posesti tudi zaradi drugih razlogov, na primer zaradi sprostitve zemljišča za pašo živine. Leta 1849 je bilo pregnanih 90.000 ljudi, a se je tretjina vrnila pod drugim statusom. 109.000 je bilo pregnanih leta 1850.
Nekateri lastniki zemljišč so pomagali svojim najemnikom, zmanjšali najemnino in zagotovili javno kuhinjo. Drugi so jih zaposlili pri gradnji cest in zidov.

## Odgovor vlade Združenega kraljestva
Vlada premierja Roberta Peela je na lakoto odgovorila z nakupom koruze za Irce in ukinila zakon, ki je prepovedal uvoz poceni pšenice. Odprava zakona med letoma 1846 in 1849 je bila prepozna, da bi se stanje močno izboljšalo.
Leta 1846 je kot odgovor na nepriljubljenost Peelove vlade nov premier postal John Russell, ki je začel javna dela, kot je gradnja cest, da bi zagotovil delovna mesta za Irce. Nekateri so lahko delali v ubožnicah. Te ustanove so zaposlovale obubožane ljudi. Za svoje delo so prejeli hrano in stanovanje.

## Dobrodelna pomoč
Številne organizacije so poslale pomoč Irski. Prvo donacijo so poslali zaposleni v Vzhodnoindijski družbi v višini 14.000 £. Takratni papež in kraljica Viktorija sta osebno poslala pomoč.
Indijanci Čoktavi (Choctow) so znani po svoji dobrodelnosti, poslali so 710 $ in pšenico, čeprav so jih 16 let pred tem preganjali.

## Posledice
Točno število smrtnih žrtev ni znano. Menijo, da je umrlo med pol milijona in milijon in pol ljudi, skoraj 1/8 irskega prebivalstva. Mnogi so umrli tudi na ladjah, ko so se skušali izseliti.
Leta 1845 je Irska imela 8,1 milijona prebivalcev. Leta 1851, takoj po lakoti, je bil nov popis prebivalstva, bilo je le 6.552.385 ljudi. Do leta 1854 se je izselilo med 1,5 in 2 milijona Ircev, predvsem v Združene države Amerike, Veliko Britanijo, Kanado in Avstralijo.
Okuženost krompirja se je nadaljevala, vendar ni imela tako velikih posledic. Razvoj železnice je med drugim omogočil lažji uvoz in razdelitev hrane. Prepoved delitve zemljišč in  tudi veliko izseljevanje sta zmanjšala odnos ljudi do zemlje.

## Razprave o genocidu
V tem obdobju je Evropo pogosto prizadela lakota, vendar je bila v glavnem omejena na eno ali dve letini. V tem primeru je krompirjeva bolezen uničila glavni vir prehrane in dohodka ene tretjine prebivalstva in trajala vsaj štiri ali pet let zapored. Tudi danes se veliko razpravlja o tem, ali bi takratna britanska vlada lahko preprečila lakoto.
Irski nacionalisti razlagajo zgodovino tako, da je vlada namenoma uporabila lakoto, da bi prisilila, razselila in zlomila Irce, ker je še naprej izvažala hrano iz Irske v Anglijo, kar je še dodatno zaostrilo katastrofo. Kritiki opozarjajo, da je bilo pomanjkanje hrane tako veliko, da lakote ni bilo mogoče ublažiti, četudi bi hrana te države ostala v irskih mejah. Prav tako je  bila uvožena velika količina žita, a je bila cena tako visoka, da ga povprečen prebivalec Irske ni mogel kupiti. Tudi v skladu z britanskim zakonom je bilo Ircem prepovedano ribariti ali loviti, tako da so imeli samo kmetijstvo, na katero so se lahko zanesli. Nekateri so imenovali irsko lakoto pasivni genocid. 
Zakon, ki je bil sprejet leta 1994, o »nehumanosti genocida, suženjstva in holokavsta«, je bil leta 1996 dopolnjen z besedilom o »množični lakoti na Irskem od leta 1845 do leta 1850«. 
Paul Gallagher meni, da se je bolezen krompirja pojavila v Severni Karolini in se razširila po vsej severni polobli, a nikjer ni povzročila množičnih smrti tako kot na Irskem. Po njegovem mnenju so bili glavni razlogi za to strogi zakoni britanskih veleposestnikov, ki so Ircem dovolili le pridelavo krompirja, da bi nahranili sebe in živino. Irci so gojili tudi žito, vendar le da bi ga prodali, da bi odplačali najemnino, ne za hrano. Po njegovem mnenju je britanska zakonodaja med lakoto prepustila Ircem le tri možnosti: umreti od lakote s prodajo žita, da bi odplačali najemnino, se prijaviti za javna dela, delati do onemoglosti ali se preseliti čez Atlantik.
Leta 1785 je premier William Pitt predlagal zakon, s katerim »Irska ne bi smela trgovati z nobeno državo, katere trgovanje bi lahko tekmovalo z interesi angleških korporacij«. Do leta 1801 je to Irsko spremenilo v državo, ki se je ukvarjala samo s pridelavo krompirja, ko je bila uničena, pa je bil uničen tudi celoten narod.